# Electronic Suspension Adjustment
ESA staat voor: Electronic Suspension Adjustment.
Dit is een systeem van BMW-motorfietsen waarmee de veervoorspanning en demping met een druk op de knop op het stuur geregeld konden worden. Het werd geïntroduceerd op de BMW K 1200 S (2004).
Om de voorveerspanning te verstellen moest men stil staan. Hierna kon men met een druk op de knop de voorveerspanning wijzigen. Je voelde de motor ook omhoog of omlaag gaan tijdens de verstelling.
Tijdens het rijden kon men wel de demping aanpassen in drie stappen; Comfort, Normaal of Sport.
Het latere ESA II was sterk verbeterd: alle instellingen konden tijdens het rijden gebeuren, de rijhoogte wijzigde niet bij de aanpassingen en de veerbasis, veersnelheid en demping werden automatisch op elkaar afstemd.